# Monatsbilder im Palazzo Schifanoia
Die Monatsbilder im Palazzo Schifanoia in Ferrara sind ein Zyklus von Fresken, mit dem der salone dei mesi im Palazzo Schifanoia, ein Lustschloss der Este vor dem damaligen Stadtrand von Ferrara, zwischen 1469 und 1470 ausgemalt worden ist. Ausführende Künstler waren die von den Este beschäftigten Hofkünstler, die unter dem Namen Schule von Ferrara zusammengefasst werden. Auftraggeber war Borso d’Este. Von den ehemals zwölf Monatsbildern sind nur noch sieben ganz oder teilweise erhalten.

## Der Auftraggeber

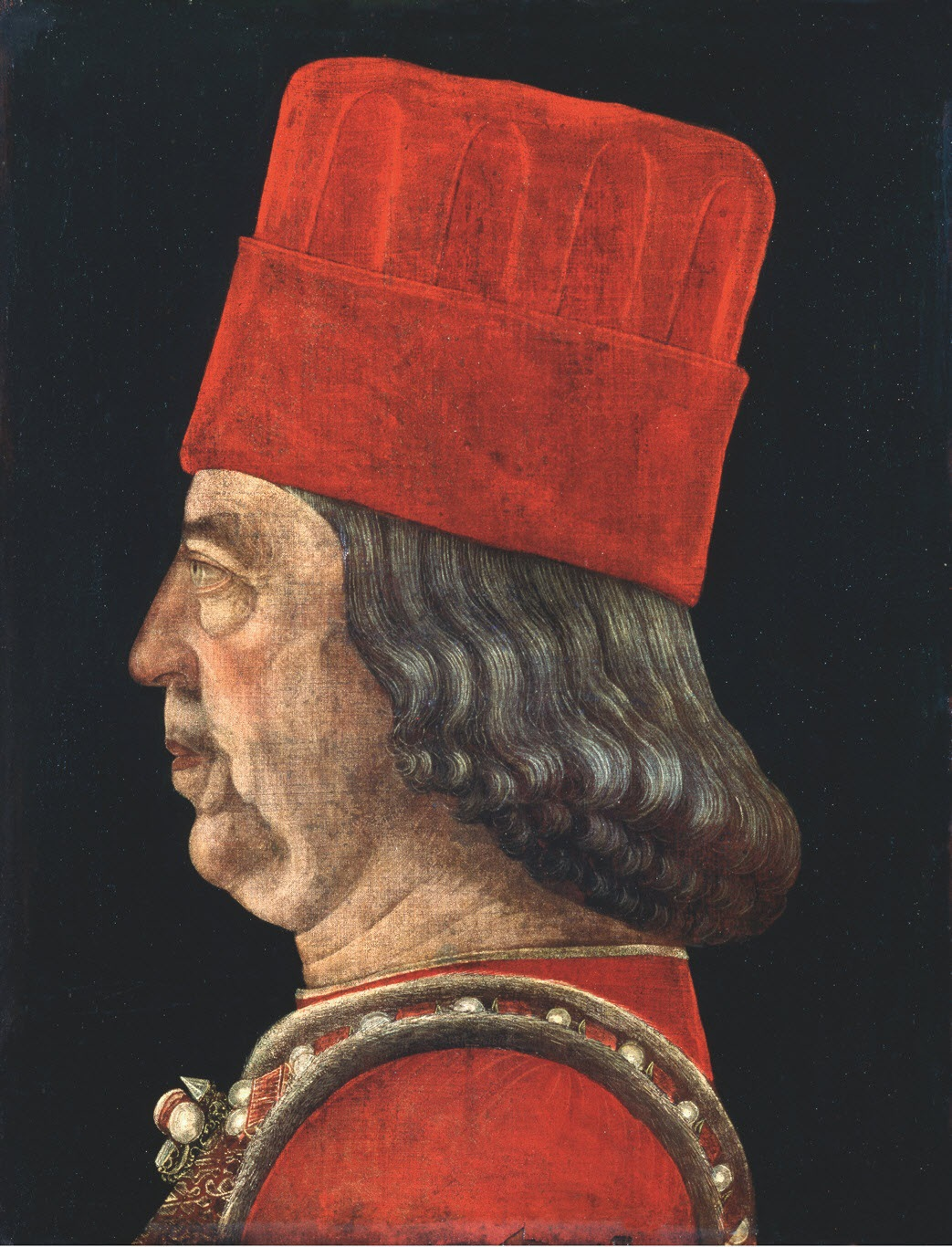
Borso d’Este

Auftraggeber der Fresken war der damalige Herzog von Ferrara, Borso d’Este, einer der illegitimen Söhne Niccolòs III. Er hatte 1450 die Nachfolge seines Halbbruders Leonello angetreten, da er sich nach dessen Tod gegen einen weiteren Halbbruder und legitimen Sohn Niccolòs, den erst 19-jährigen Ercole, durchsetzen konnte. Am 18. Mai 1452 war sein Lehen (Reggio und Modena) durch den deutschen Kaiser Friedrich III. bestätigt worden. Dieser hatte ihm 1452 den Titel Herzog von Reggio und Modena verliehen. Den Titel Herzog von Ferrara erhielt er erst 1471 vom Papst. Da er wegen seiner angeblich klugen und gerechten Amtsführung, seinem buon governo, im Volk sehr beliebt gewesen sein soll – glaubt man der vom Hof verbreiteten Propaganda, konnte man seine Herrschaft zum damaligen Zeitpunkt als gefestigt betrachten. Eine feierliche Investitur durch den Papst, geplant für das Jahr 1470, dürfte also nur seiner Nobilitierung und der Bestätigung seiner rechtmäßigen Herrschaft von höchster Stelle her gedient haben. Aus Anlass des Papstbesuchs wurde der salone des Palastes in einem erstaunlich kurzen Zeitraum vollständig mit Fresken ausgemalt. Beteiligt waren die am Hof tätigen Künstler, vor allem Cosmè Tura, Francesco del Cossa und Ercole de’ Roberti.

## Der Saal der Monatsbilder

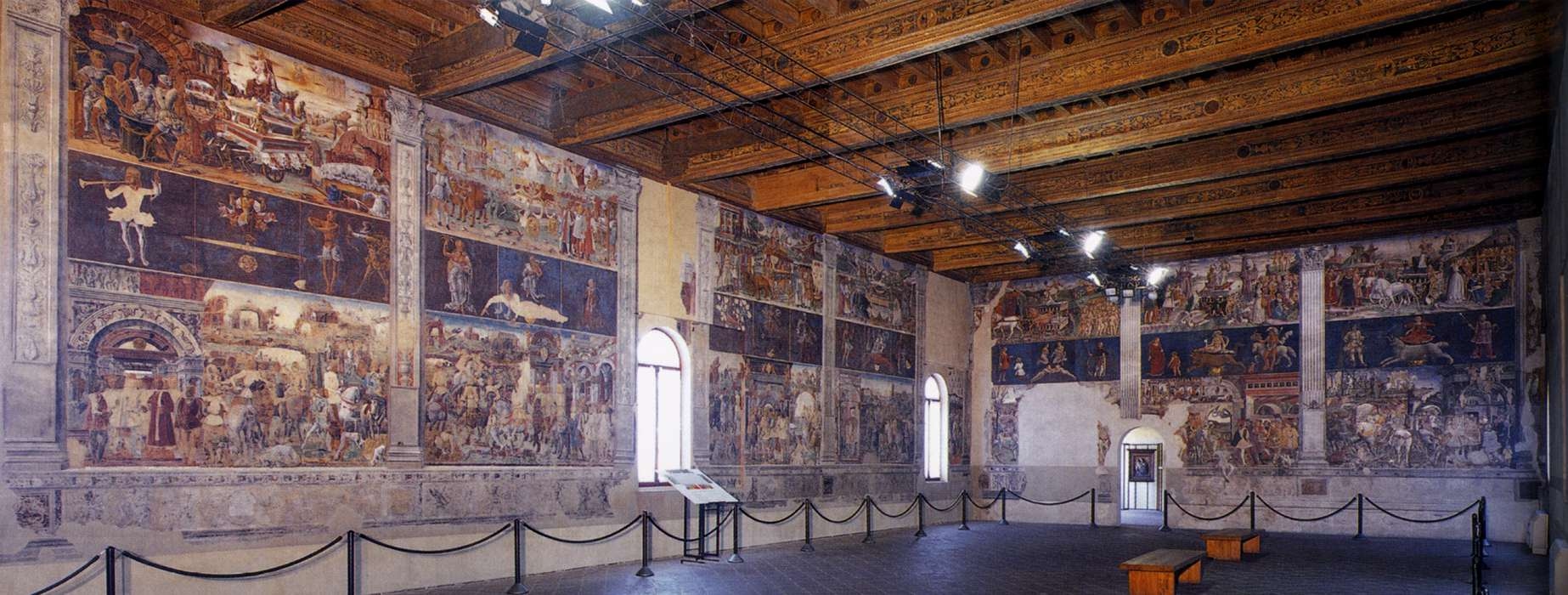

Der Saal hat eine Länge von 24 Metern, ist elf Meter breit und 7,50 Meter hoch. Ursprünglich war er durch eine Tür von der Nordseite, die man über eine Außentreppe erreichte, zugänglich, so dass der Blick des Besuchers zuerst auf die nicht mehr erhaltenen Monatsbilder von Januar und Februar fiel, die Anfangsmonate des Jahreszyklus. Gegen den Uhrzeigersinn schlossen sich die folgenden Monate an. Heute liegt der vergrößerte Eingang auf der Westseite, so dass der Blick gegen die Leserichtung des Zyklus auf die Bilder März, April, Mai fällt.
Ende des 16. Jahrhunderts, nachdem die Este das Interesse am Palast verloren hatten und wegen des Verlusts Ferraras an den Kirchenstaat nach Modena umgezogen waren, wurden Palast und salone neuen Nutzungen zugeführt. Im salone wurde eine Zigarettenfabrik eingerichtet, später ein Getreidespeicher, die zum Teil beschädigten Bilder sind in der Folge überstrichen worden. Zufällig wurden die Fresken im frühen 19. Jahrhundert wiederentdeckt. Zwischen 1820 und 1840 entfernte man vorsichtig die Übermalung und restaurierte die Bilder soweit möglich. Allerdings konnte man nur sieben der zwölf Monatsbilder wenigstens teilweise retten, die übrigen sind für immer zerstört. Über den Inhalt der verlorenen Bilder kann nur spekuliert werden.

## Das Bildprogramm
In den Fresken Schifanoia-Zyklus sind verschiedene Themen und Einzelmotive zu einem komplexen und nicht leicht zu deutenden Programm verwoben.

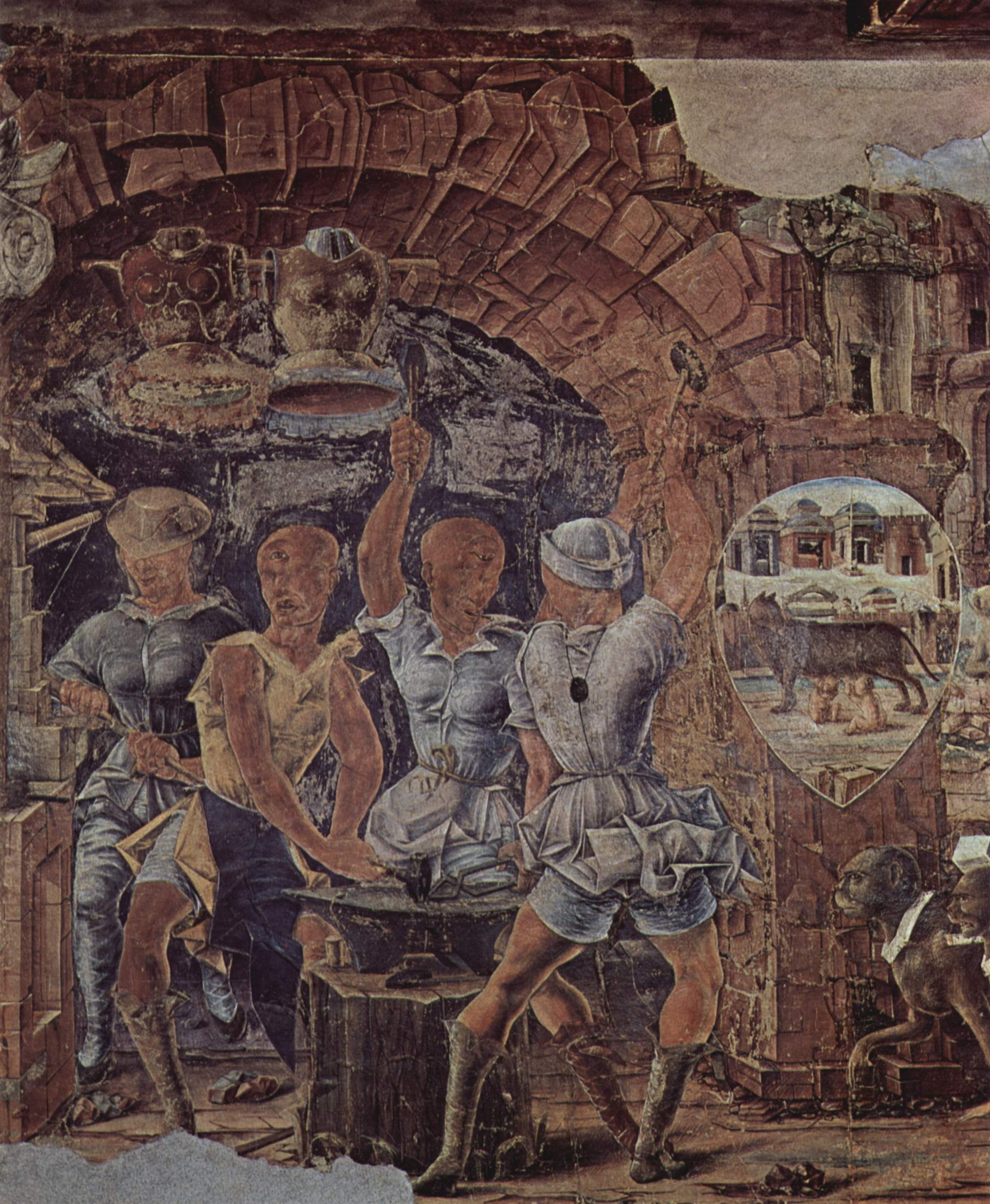
Vulkan/Hephaistos in seiner Schmiede, zusammen mit seinen Gehilfen, den Zyklopen

Das vielfach in Wanddekorationen von öffentlichen und privaten Bauten aus Mittelalter und Früher Neuzeit anzutreffende Herrscherlob mit der Darstellung historischer Personen und Ereignisse ist hier mit  Monatsbildern mit dem Zodiak, den Monatsregenten und den Dekanen sowie Darstellungen der Monatsarbeiten verknüpft. Sie beruhen auf astrologischen Konzepten, auf deren antike Herkunft
besonders deutlich die paganen Planetengottheiten auf  ihren Triumphwagen verweisen.
Als Erfinder dieses gelehrten Bildprogramms gilt der Hofastrologe der Este, Pellegrino Prisciani. Wie der Kunsthistoriker und Kulturwissenschaftler Aby Warburg in seinem Aufsatz über den Palazzo Schifanoia nachgewiesen hat, konnte sich Pellegrino auf kurz zuvor von humanistischen Gelehrten wiederentdeckte antike Schriften zur Astrologie stützen.

## Die Maler der Fresken
Der Saal der Monatsbilder wurde innerhalb erstaunlich kurzer Zeit von den Mitarbeitern der von Roberto Longhi so bezeichneten Officina ferrarese, der Schule von Ferrara, ausgemalt. Als verantwortlich für das künstlerische Gesamtkonzept und die Ausführung wird von der Forschung im Allgemeinen Cosmè Tura angenommen. Sicher belegt ist jedoch nur die Mitwirkung des Tura-Schülers Francesco del Cossa, der sich in einem Brief an Borso beklagt, dass er schlechter als die übrigen Maler für seine drei Bilder bezahlt worden sei. Als dritter beteiligter Maler wird der damals erst 20-jährige Ercole de’ Roberti vermutet.

## Die Monatsbilder
Jedes Monatsbild ist in drei Register unterteilt. Das oberste Register zeigt den Planetengott oder Monatsregenten des betreffenden Monats auf einem Triumphwagen. Er wird begleitet von seinen Planetenkindern. Unter Planetenkindern verstanden die Astrologen des Mittelalters und der Frühen Neuzeit Angehörige jener Berufe, die einem bestimmten Planeten zugeordnet waren bzw. die von denjenigen, die in einem bestimmten Sternzeichen geboren waren, besonders häufig ausgeübt wurden.

### März

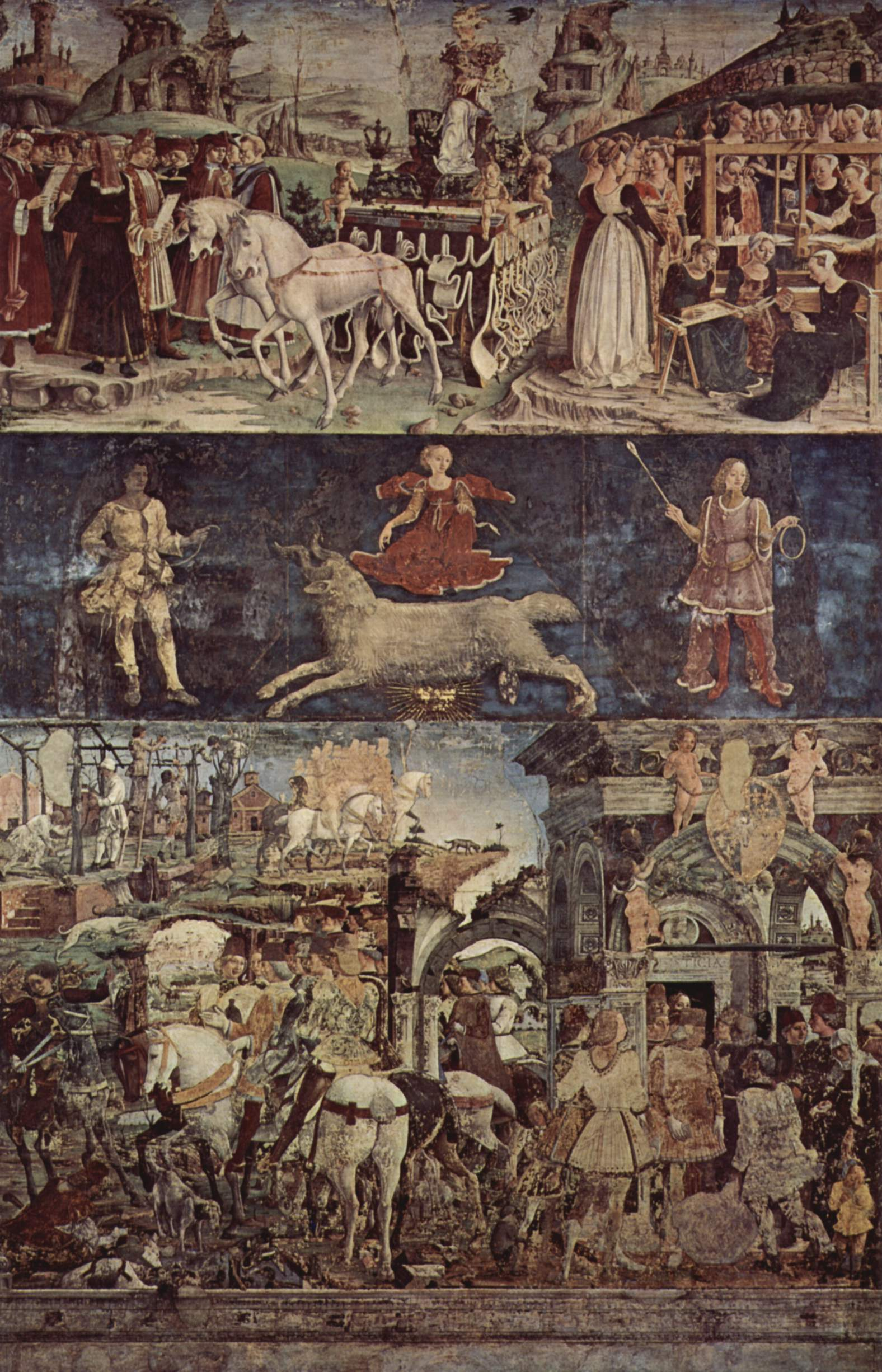
Der März

Monatsregentin des März ist Minerva, die römische Göttin der Weisheit, mit dem Aigis genannten Brustpanzer mit dem Gorgonenhaupt und einer Lanze in der Hand. Sie thront auf einem mit Tüchern geschmückten vierrädrigen Triumphwagen, der von zwei Schimmeln gezogen wird.
Stellvertretend für ihre Planetenkinder sind auf der linken Seite die Richter, Gelehrten und Ärzte versammelt. Auf der rechten Seite weben Frauen an kleinen und großen Webrahmen begleitet von einer Schar elegant gekleideter Damen. Nach der griechisch-römischen Mythologie hatte Minerva die Männer in der Kunst des Zimmerns und des Schiffbaus unterrichtet, die Frauen verdanken ihr die Kunst des Webens.
Das mittlere Register zeigt den Widder als Sternzeichen des Monats, begleitet von den drei Monatsdekanen.
Das untere Register schließlich zeigt nach dem Muster der Monatsbilder für den März typische Tätigkeiten: Herzog Borso reitet mit einer Jagdgesellschaft und seinen Hunden aus zur Jagd, während sich die Bauern der Beschneidung der Reben widmen.

### April

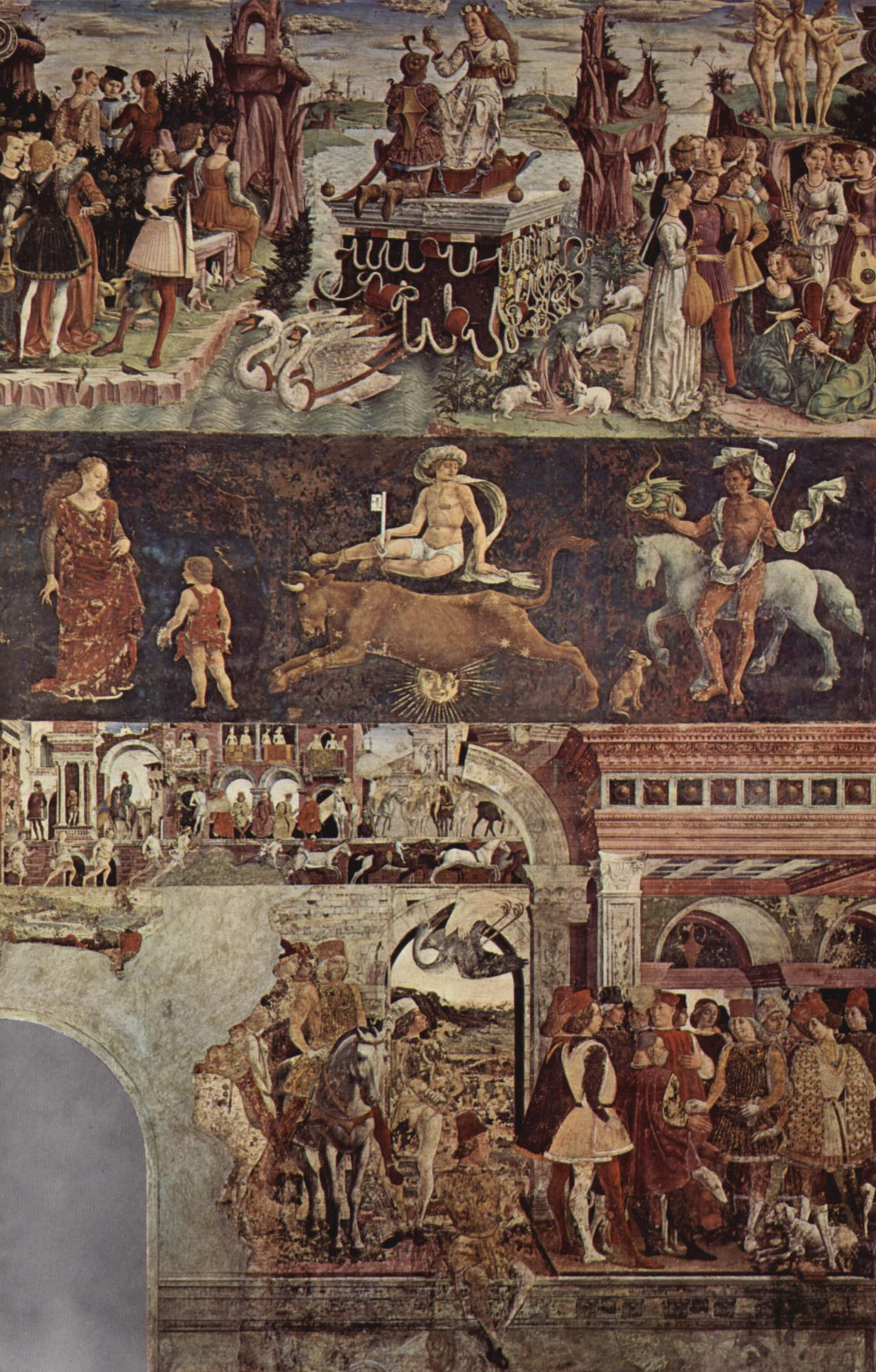
Der April

Monatsregentin des April ist Venus, die Göttin der Liebe. Auf dem Fresko thront sie auf einem an die Triumphwagen der übrigen Bilder erinnernden Boot, das von einem Schwanenpaar über ein von Wellen gekräuseltes Gewässer gezogen wird.
Vor ihr kniet der mit Helm, Rüstung und Schild gewappnete Kriegsgott Mars; von der Liebe besiegt ist er mit einer Kette an die Göttin gefesselt. Die mit weißen und roten Rosen bekränzte Venus trägt ein raffiniertes Gewand. Amor, der Sohn der Liebesgöttin, erscheint auf dem Fresko nicht in Person, sondern nur als Abbildung auf dem Gürtel der Venus: Mit Pfeil und Bogen zielt er auf ein Liebespaar. Zu den Begleiterinnen der Venus gehören auch die drei Grazien, die rechts von ihr dargestellt sind. Sie verkörpern Fröhlichkeit, blühendes Glück und Glanz.
Als Planetenkinder treten hier die musizierenden, plaudernden oder sich liebkosenden jungen Leute auf. Zwischen ihnen hüpft eine ganze Schar weißer Hasen, Symbole für die Lust, für die körperliche Liebe und für die Fruchtbarkeit.
Das mittlere Register zeigt den Stier, das zweite Zeichen des Tierkreises. Er wird begleitet von den drei Monatsdekanen, deren Bedeutung und ikonographische Herkunft bisher noch nicht erschöpfend gedeutet ist.
Im unteren Feld, in das die ursprüngliche Türöffnung des Saales einschneidet, kehrt eine Jagdgesellschaft von der Falkenjagd zurück, in einer weiteren Szene werden der Herzog mit seinem Gefolge, unter dem sich auch der Hofnarr Scocola befindet, vor dem Tor des Palastes dargestellt. In einer Szene im Hintergrund findet der jährliche Palio von Ferrara, ein großes Pferderennen, statt, bei dem die Tiere zwar Zügel tragen, aber ungesattelt sind.  An Fenstern  und auf Balkonen stehen aufwändig gekleidete Frauen und beobachten das Rennen.

### Mai

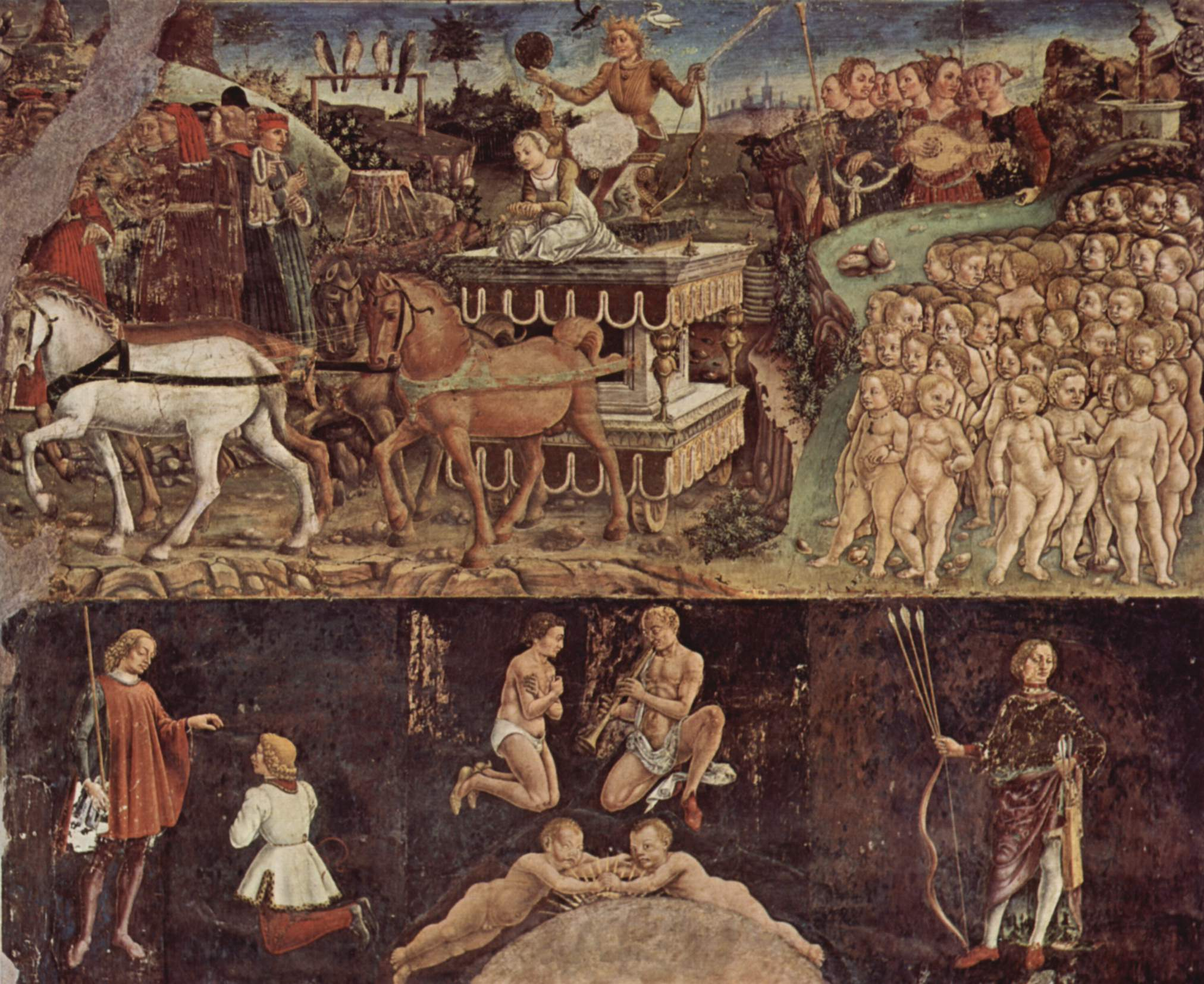
Der Mai

Im Mai tritt die Sonne in das Sternzeichen des Zwillings: Daher ist nach Marcus Manilius Phoebus Apoll der Monatsregent des Mai. Apoll ist der Gott des Lichts und des Frühlings, und er kann den Menschen Krankheiten und plötzlichen Tod bringen. Er ist der Gott der Hirten, da er nach der griechischen Mythologie einst den Kühen des Admet – dessen Ställe er im Rahmen einer väterlichen Strafmaßnahme zu reinigen hatte – wegen Admets Freundlichkeit lauter Zwillingsgeburten bescherte.
Auf dem Fresko thront Apoll auf einem sockelartigen Podest. Die goldblonden mit goldener Krone geschmückten Haare umgeben seinen Kopf wie ein Strahlenkranz. In der Rechten hält er eine Sonnenscheibe bzw. den Sonnenball, in der Linken sein Attribut, den Bogen, mit dem er seine krankheits- und todbringende Pfeile abschießt.
Vor ihm sitzt eine weibliche Gottheit und lenkt das wie der Sonnenwagen mit vier Pferden bespannte Gefährt. Apolls Boten sind hier die Falken; vier von ihnen sitzen links im Hintergrund auf einer Stange.
Auf seinen Beinamen Musagetes, der Musenführer, spielen die neun jungen Damen auf seiner linken Seite an, von denen eine die Laute spielt. Im Hintergrund der Musen steht neben dem Musenbrunnen Hippokrene der geflügelte Pegasos, der mit seinem Hufschlag den Brunnen auf dem Tanzplatz der Musen auf dem Berg Helikon zum Sprudeln gebracht hatte.
Apoll, der im Orakel in Delphi durch den Mund der Pythia zu den Menschen sprach, ist auch der Gott der Magie und der Weissagung. Zu seinen Planetenkindern gehören folglich die Seher, Weisen, Magier, vielleicht auch die Astrologen, die auf der linken Seite des Triumphwagens versammelt sind. Die Heerschar von Kindern auf der gegenüberliegenden Seite, die auffallenderweise immer paarweise auftreten, sind als Zwillinge ebenfalls Apolls Planetenkinder, der ja selbst in Artemis eine Zwillingsschwester hatte.
Die folgende Zone zeigt die üblichen drei Monatsdekane mit Begleitern sowie das Sternbild der Zwillinge als zwei ausgestreckt auf dem Bauch liegende Knaben, die sich an den Händen fassen.

### Juni

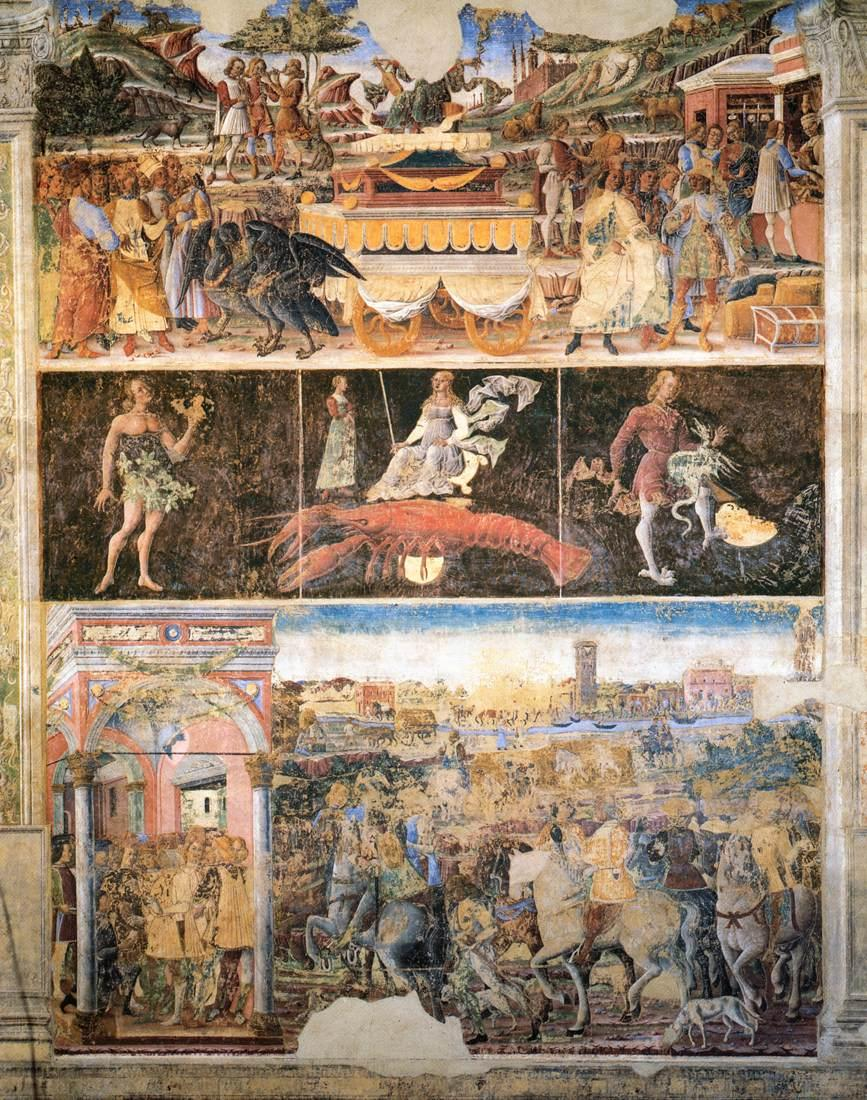
Der Juni

Monatsregent des Juni ist der vielseitige Götterbote Merkur, Gott der Wege und des Verkehrs, der Hirten, der Diebe und Kaufleute, der Redekunst, der Wissenschaft und der Magie und schließlich der Psychopompos, der Begleiter der Seelen in das Totenreich. Sein Schlangenstab ist das Heroldszeichen des Götterboten, mit seiner Hilfe kann er den Menschen Schlaf und Träume schenken.
Auf dem Monatsbild thront Merkur, dessen Gesicht und Oberkörper völlig zerstört sind, auf einem von zwei schwarzen Adlern gezogenen Wagen. Die Adler repräsentieren in der Elementenlehre das Flüchtige des Elementes Luft, das dem Merkur zugeordnet ist. In seiner linken Hand hält er den Caduceus, in der rechten ein Saiteninstrument. Merkur gilt als Erfinder der Lyra, die er aus dem Panzer einer Schildkröte hergestellt hatte.
Der Triumphwagen ist umgeben von seinen Planetenkindern: Zwei Gruppen von Gelehrten sind in eifrige Gespräche vertieft, zwei Männer sind mit Geldgeschäften befasst und eine Gruppe von Käufern steht vor einem Laden. Auf der Weide im Hintergrund rechts grasen Kühe; auf dem Boden vor ihnen liegt mit abgetrenntem Kopf der vieläugige Argus, der Hüter der in eine Kuh verwandelten Io. Merkur hatte ihn im Auftrag Jupiters mit seinem Flötenspiel eingeschläfert und erschlagen.
Auf der gegenüberliegenden Seite spielen drei höfisch gekleidete Männer Flöte: Auch die Flöte gilt als eins der Attribute des Merkur.
Die anschließende Bildzone zeigt neben den Monatsdekanen das Sternzeichen des Juni, den Krebs, als prächtigen roten Hummer.

### Juli
Monatsregent des Juli ist Jupiter, der höchste der römischen Götter und Vater unzähliger weiterer Götter und Halbgötter. Auf dem von zwei Löwen gezogenen Triumphwagen thront er Rücken an Rücken mit der Göttin Kybele, deren Wagen in Triumphdarstellungen üblicherweise von Löwen gezogen wird. Wie Manilius in seinen Astronomica schreibt, beherrscht Kybele zusammen mit Jupiter das Sternbild des Löwen, Monatszeichen des Juli. Kybele ist eine der Göttinnen der Fruchtbarkeit, entsprechend gehören zu den Planetenkindern junge Ehepaare, auf dem Fresko vertreten durch eine Szene der Eheschließung in Gesellschaft junger modisch gekleideter Leute. Auf der rechten Seite steht eine Gruppe von Klerikern, deren ikonographische Bedeutung bisher ebenso wenig geklärt ist wie die im oberen Register der Triumphdarstellung abgebildeten Gruppen von Bettelmönchen bzw. der einsame Schläfer auf der anderen Seite.
Die folgende Zone zeigt neben dem Sternzeichen Löwe die drei Monatsdekane. Bei den Dekanen, speziell bei den mit steifen Knickfalten zerknitterten Gewändern, ist deutlich die Handschrift Cosmè Turas zu erkennen, dem dieses Fresko zugeschrieben wird. Wie Longhi es treffend beschreibt, sehen seine Gewänder aus wie aus getriebenem Eisen.

### August

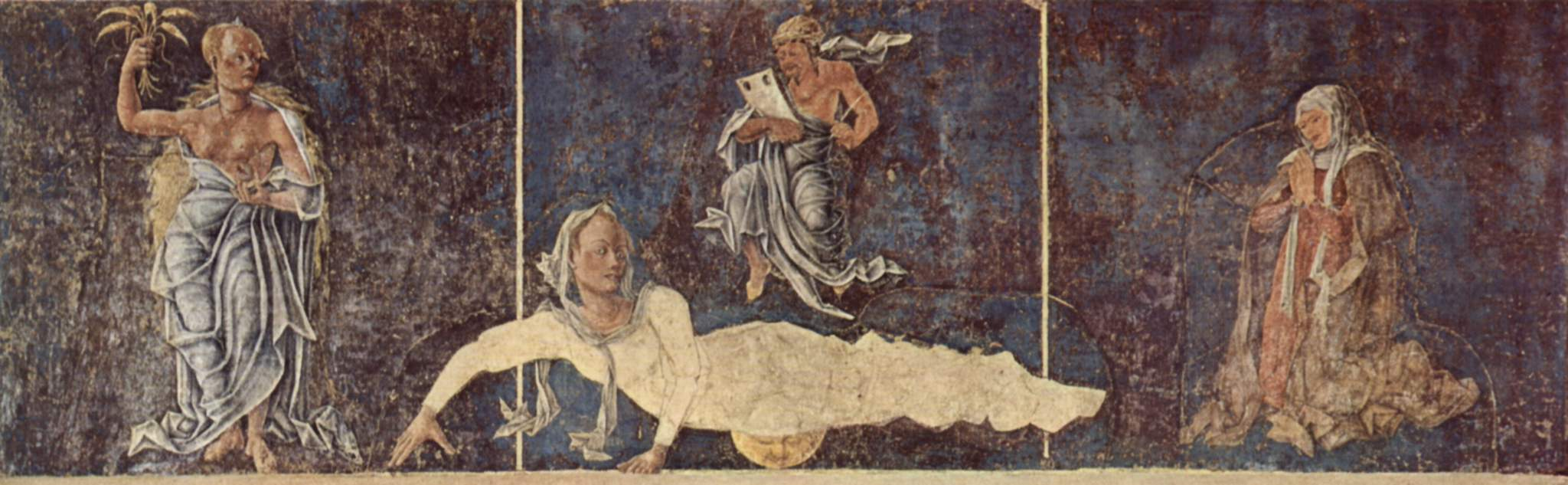
Cosmè Tura: Jungfrau, Sternzeichen des August

Monatsregentin des August ist Ceres, die römische Göttin des Ackerbaus, der Ernte, der Ehe und des Todes. Sie thront auf einem von zwei drachenähnlichen Fabeltieren gezogenen Triumphwagen, auf dem mehrere geflügelten Eroten stehen. Üblicherweise werden in der Ikonographie Triumphwagen der Kybele, einer orientalischen Erd- und Muttergottheit, von Drachen gezogen. In der erhobenen Rechten hält sie ein Bündel von jungen Getreidepflanzen. Die linke Hand weist auf eine Gruppe von tanzenden jungen Mädchen und eine weitere von zwei jungen Männern, die mit drei älteren Herren diskutieren: Vielleicht ein Hinweis auf eine Eheanbahnung und Ceres’ Funktion als Schutzherrin der Ehe. Stellvertretend für ihre Planetenkinder sind auf der rechten Seite die mit landwirtschaftlichen Tätigkeiten beschäftigen Bauern dargestellt.

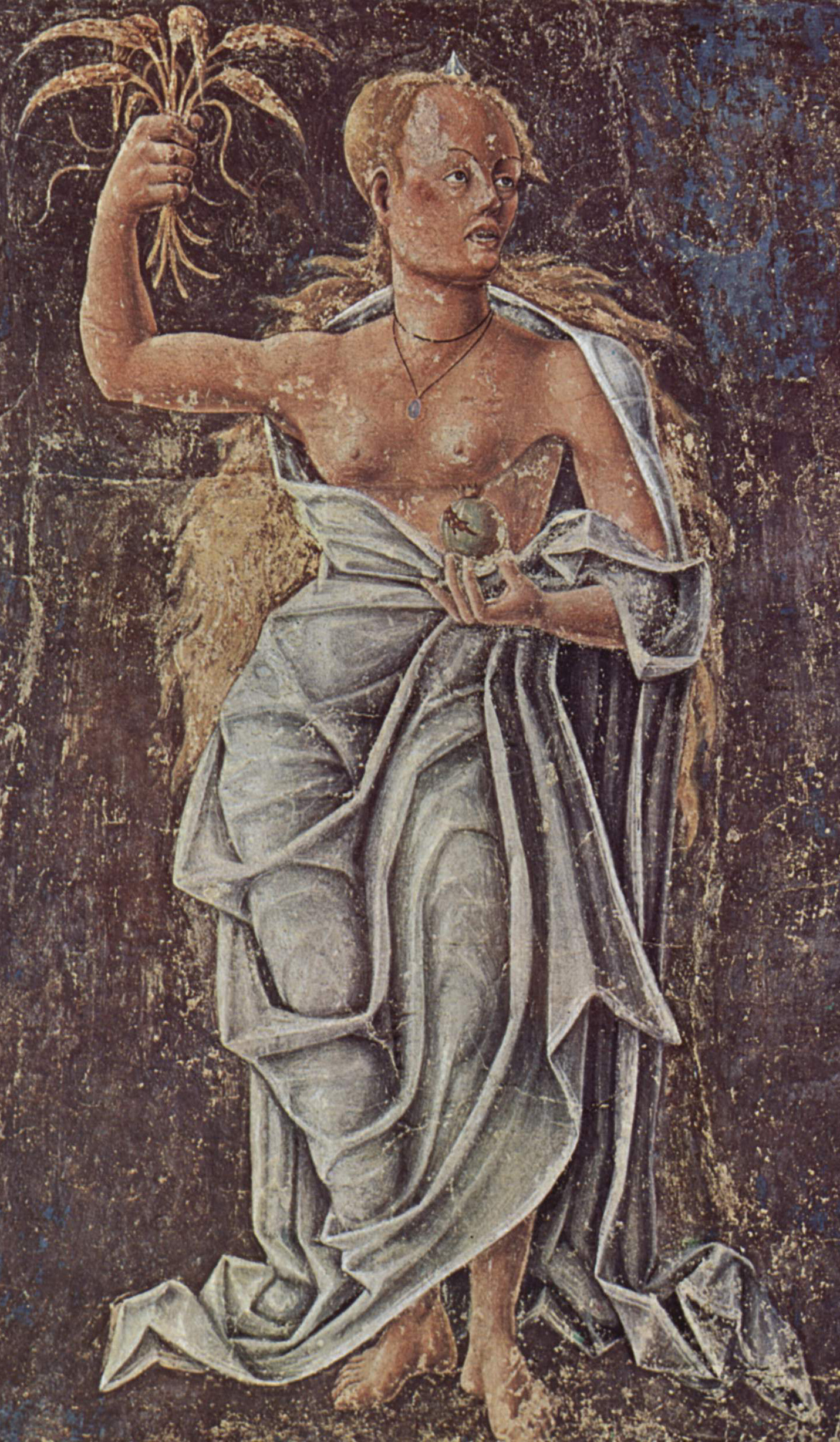
Erster Monatsdekan des August

Im Hintergrund rechts sieht man einen Wagen mit zwei Personen. Wahrscheinlich ist hier der Raub von  Ceres’ Tochter Proserpina durch Pluto, den Gott der Unterwelt, dargestellt.
Gekleidet ist Ceres nach der burgundischen Mode des 15. Jahrhunderts mit einem braunen langärmligen Untergewand und einem leichten, weißen Obergewand ohne Ärmel. Als Kopfbedeckung trägt sie eine burgundische Hörnerhaube.
Die mittlere Zone zeigt das Sternzeichen des Monats, die Jungfrau. Von den drei Monatdekanen variiert der erste weibliche Dekan die Pose der Ceres. In der erhobenen Rechten hält sie ein Bündel Getreide, die Linke hält eine angeritzte Kapsel Schlafmohn, ihre langen weizenblonden Haare entsprechen der für Ceres üblichen Ikonographie.

Der Kunsthistoriker Farinelli schreibt das August-Fresko Ercole de Roberti zu.

### September
Monatsregent des September ist Vulcanus, der Gott von Feuer und Blitz, der mit dem griechischen Hephaistos, dem hinkenden Sohn der Hera und Kunstfertigsten unter den zwölf olympischen Göttern gleichgesetzt wird.
Der Triumphwagen, auf dem eine Reihe Affen hocken, wird von zwei Affen gezogen.
Die Affen, die nach dem Fall des Hephaistos vom Olymp auf die Insel Lemnos den Gott ernährt hatten, gehören zu den Attributen des Gottes.
Auf dem Wagen thront jedoch eine weibliche Figur, die einen Fuß auf eine Kugel stützt. Möglicherweise spielt der Maler auf einen speziell in Rom verbreiteten Kult von Vulcanus und Maia Volcani, einer dem Feuergott zugeordnete Göttin des Pflanzenwachstums an, die in Rom ein gemeinsames Fest hatten.

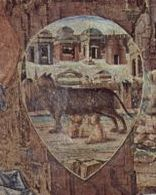
Schild mit der Kapitolinischen Wölfin
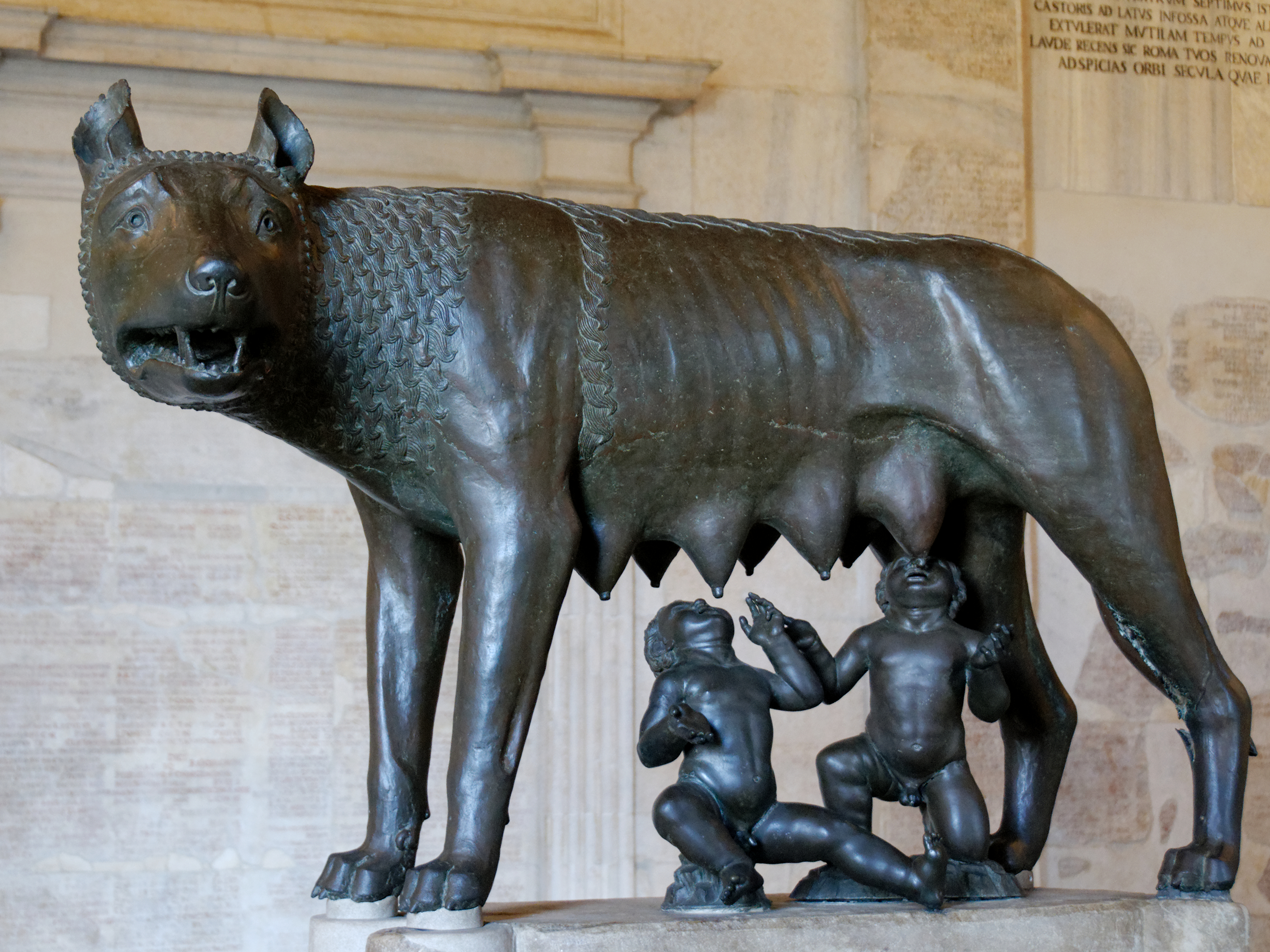
Kapitolinische Wölfin, 5. Jh. v. Chr./15. Jh., Rom

Eine weitere Anspielung auf Rom ist der Spiegel bzw. der spiegelblanke Schild, der an der Höhle des Hephaistos aufgehängt ist und der die Kapitolinische Wölfin mit Romulus und Remus zeigt. In der Höhle selbst sind Hephaistos und drei Zyklopen bei der Arbeit. Auf der anderen Seite des Wagens wird eine weitere Episode aus seinem Leben erzählt: Venus, die Ehefrau des Gottes, liegt mit dem Kriegsgott Mars eng umschlungen unter einer Decke. Vor dem Bett sind Waffen und Rüstung des Gottes und das Kleid der Göttin verstreut. Die folgende Zone zeigt die drei Dekane mit ihren Begleitern und das Sternzeichen des Monats, die Waage. 